# Roca Llumenera
La Roca Llumenera és una muntanya de 985,4 metres que es troba al municipi de Borredà, a la comarca catalana del Berguedà.